# Ivar Wieslander
Ivar Lamech Wieslander, född 10 augusti 1891 i Ljuders socken, Kronobergs län, död 7 mars 1971 i Malmö, var en svensk jurist. 

## Biografi
Ivar Wieslander, som kom från en småländsk präst- och läkarsläkt, avlade juristexamen 1913 vid Lunds universitet. Där promoverades han 1950 till juris hedersdoktor. Efter tjänstgöring vid Östra Värends och Mellersta Värends domsagor fortsatte Wieslander sin ämbetsmannabana i Skånska hovrätten där han blev hovrättsråd 1928. Tidigt togs han i anspråk för lagstiftningsuppgifter inom Kommunikations- och Jordbruksdepartementen i Stockholm. År 1929 blev han revisionssekreterare vid Högsta domstolen. Åren 1930 till 1942 tjänstgjorde han som häradshövding i Hedemora domsaga. Efter att 1939–1941 ha fungerat som ställföreträdande Militieombudsman (MO) flyttade han och familjen tillbaka till Stockholm när han 1941 utnämndes till Riksdagens Militieombudsman som han förblev ända till 1946 genom hela andra världskriget. Ämbetet var särskilt maktpåliggande under denna stora svenska försvarsberedskapstid och Wieslander rönte genom sin gärning stor uppskattning. År 1946 utnämndes han till president i Hovrätten över Skåne och Blekinge i Malmö och kvarstod där till sin pensionering 1958.
Wieslander hade flera tunga utredningsuppdrag. Bland annat var han ordförande i 1949 års Utlänningskommission och i 1958 års stora Kyrka och Statutredning. Även Domsagornas personalorganisation och lönegrupper och Hovrätternas domsagoområden utredde han. Hans kapacitet togs i anspråk som styrelseordförande i Wikmanshytte Bruks AB och Ulfshytte Jernverks AB och som styrelseledamot i Stora Kopparbergs Bergslags AB och i Skånes Naturskyddsförening. Han verkade också inom fängelse-, psyk- och alkoholistvård först i Dalarna och senare i Skåne. I många år var han inspektor vid Borgarskolan i Malmö och utsågs 1947 till hedersledamot av Smålands nation i Lund.
Ända sedan Wieslander som elev vid Växjö högre allmänna läroverk vid 1900-talets början med stor framgång tränade sin äldre bror 10-kamparen Hugo Wieslander fram till Olympiaddeltagande 1908 i London och 1912 i Stockholm var idrottsintresset en väsentlig del av hans liv. Som ung vann han mästerskap i kula och spjut och med sitt strålande minne kunde han senare memorera in alla idrottsresultat och var oslagbar i genren.
Wieslander är begravd på Norra begravningsplatsen utanför Stockholm. Han var far till regeringsrådet Bengt Wieslander och rektorn Hans Wieslander samt bror till olympiske guldmedaljören Hugo Wieslander.

## Utmärkelser
- Kommendör med stora korset av Nordstjärneorden, 10 november 1951.[3]